# Cratere Batson
Batson è un cratere sulla superficie di Marte.